# Martin Bergmann
Martin Bergmann (* 16. Juli 1983 in Potsdam) ist ein deutscher Film- und Theaterschauspieler.

## Leben
Bergmann wuchs in Berlin, Dortmund und Salzburg auf. Nach der Schulzeit zog er nach Wien. Von 2010 bis 2013 studierte Bergmann an der Schauspielschule Krauss in Wien und spielte währenddessen unter anderem im Theater in der Drachengasse, Akzent Theater, Linzer Landestheater und bei den Sommerspielen in Melk. Nach seinem Abschluss spielte er 2014 im Theater an der Gumpendorfer Straße und 2015 am Landestheater Niederösterreich. Im Film war Bergmann unter anderem in Soko Donau, CopStories und Soko Leipzig zu sehen. Zuletzt spielte er unter der Regie von Dome Karukoskis neben Werner Daehn in Tom of Finland.
Bergmann lebt in Berlin, wo er als Schauspieler und Regisseur tätig ist.

## Filmografie (Auswahl)
- 2012: SOKO Donau
- 2013: Copstories
- 2014: Gruber geht
- 2015: Radikal
- 2016: SOKO Leipzig
- 2017: Tom of Finland
- 2017: Hard & Ugly
- 2017: Alarm für Cobra 11 – Die Autobahnpolizei
- 2017, 2018: SOKO Kitzbühel
- 2019: Morden im Norden – Vergiss Mein Nicht
- 2021: Die Toten von Salzburg – Schwanengesang

## Theater (Auswahl)
- Grüffelo
- Torvald (Nora)
- Graf von Monte Christo
- Warteraum Zukunft
- Die besseren Wälder
- Clockwork Orange
- Der Kaktus
- Freitags ist Sie nie da!

## Synchronsprecher (Auswahl)
- 2017: Dean ...als Trauzeuge
- 2017: Transparent ... als Hussen
- 2017: Superstore ... als Fotograf
- 2017: Blue Bloods ... als Tommy Stills